# Mert (Vorname)
Mert ist ein türkischer männlicher Vorname persischer Herkunft mit der Bedeutung „der Männliche“.

## Namensträger
- Mert Akyüz (* 1993), türkischer Fußballspieler
- Mert Çakar (* 1992), türkischer Fußballspieler
- Mert Caliskan (* 2000), deutscher Boxer
- Mert Çetin (* 1997), türkischer Fußballspieler
- Mert Çiçek (* 1998), türkischer Leichtathlet
- Mert Danışmaz (* 1995), türkischer Fußballtorhüter
- Mert Dincer (* 2003), deutscher Schauspieler
- Mert Ekşi (* 1996), deutscher Rapper und YouTuber
- Mert Erdoğan (* 1989), türkischer Fußballspieler
- Mert Erdoğdu (* 1979), türkischer Schachspieler
- Mert Estik (* 1989), türkischer Fußballspieler
- Mert Girmalegesse (* 1987), türkischer Langstreckenläufer äthiopischer Herkunft
- Mert Gökmen (* 1995), deutscher Singer-Songwriter
- Mert Günok (* 1989), türkischer Fußballspieler
- Mert Ilıman (* 1995), türkischer Fußballspieler
- Mert Kaytankaş (* 1980), türkischer Fußballspieler
- Mert Korkmaz (* 1971), türkischer Fußballspieler
- Mert Kula (* 1995), türkischer Fußballspieler
- Mert Kuyucu (* 2000), deutscher Fußballspieler
- Mert Müldür (* 1999), türkischer Fußballspieler
- Mert Mutlu (* 1974), türkischer  Straßenradrennfahrer
- Mert Nobre (* 1980), brasilianisch-türkischer Fußballspieler
- Mert Öcal (* 1982), türkischer Schauspieler und Model
- Mert Örnek (* 1997), türkischer Fußballspieler
- Mert Özyıldırım (* 1995), türkischer Fußballspieler
- Mert Sağlam (* 1993), türkischer Fußballspieler
- Mert Sipahi (* 1991), deutscher Futsal- und Fußballspieler
- Mert Tahmazoğlu (* 1990), türkischer Eishockeyspieler
- Mert Naci Türker (* 1998), türkischer Tennisspieler
- Mert Hakan Yandaş (* 1994), türkischer Fußballspieler
- Mert Yazıcıoğlu (* 1993), türkischer Schauspieler
- Mert Yılmaz (* 1999), türkisch-deutscher Fußballspieler

### Zwischenname
- Ali Mert Aydın (* 1998), türkischer Fußballspieler
- Ekin Mert Daymaz (* 1990), türkischer Schauspieler und Model
- Kemal Mert Özyiğit (* 1994), türkischer Fußballspieler
- Uygar Mert Zeybek (* 1995), türkischer Fußballspieler